# Gradska biblioteka Sušak
Gradska biblioteka Sušak osnovana je 29. kolovoza 1930. godine u jeku teške ekonomske krize kao glavna knjižnica Sušaka, danas naselja u gradu Rijeci. Jedan od ishodišta stvaranja Gradske knjižnice Rijeka. 

## Djelovanje
Tridesetih godina Sušak je imao oko 16 000 stanovnika i 1 800 zgrada, te je bio grad u gospodarskom zamahu s obzirom na to da je bio najvažnija luka Kraljevine Jugoslavije. U takvom kontekstu zamišljeno je otvaranje knjižnice znanstvenog tipa s naglaskom na zavičajnu povijest, pa je ona i otvorena na trećem katu Gradske vijećnice. Unatoč okruženju Velike depresije pravo korištenja imala je svaka osoba s navršenih šesnaest godina, a pristup fondu je bio slobodan i besplatan. Ne bi li funkcionirala knjižnica je primila niz donacija uglednih ličnosti poput Rikarda Lenca i Antuna Barca.